# Bendita locura (singel)
Bendita locura – singel Pastory Soler, wydany 31 marca 2009, pochodzący z albumu o tym samym tytule. Utwór został skomponowany przez Esmeraldę Grao, a napisany przez Juana Luisa Ramíreza.
15 kwietnia 2009 został wydany oficjalny teledysk do piosenki, który był kręcony w Sewilli.
Singel znalazł się na 34. miejscu na oficjalnej hiszpańskiej liście sprzedaży.

## Lista utworów
- Digital download[7]

1. „Bendita locura” – 3:32

## Pozycja na liście sprzedaży
| Kraj      | Notowanie (2009) | Najwyższa pozycja |
| --------- | ---------------- | ----------------- |
| Hiszpania | PROMUSICAE       | 34                |